# Meandr (výtvarná skupina)
Meandr je výtvarná skupina ze Znojma
Vznikla na základě první výstavy v roce v roce 2007. Zde se prezentovali jednotliví výtvarníci: Otakar M. Baburek, Lenka Baburek, Pavel Černý, Pavel David, Simona Dunglová, Lenka Fialová, Miluše Ilková, Pavel Matyasko, Karel Pokorný, Vladimír Slezáček, Kristina Šilerová, Libuše Šuléřová, Vítězslav Vítek a Alexander Walter. Organizátorem a sponzorem se stal Karel Fiala. 
Na následné výstavě v roce 2008 už skupina vystupovala jako celek pod názvem MEANDR. Název uskupení navrhl znojemský spisovatel Jiří Svoboda, neboť jako řeka Dyje si klestí cestu hlubokým údolím v meandrech a vytváří tak přepočetné množství pohledů, tak i jednotliví výtvarníci vnímají svět pohledem svým, osobitým a originálním. 
Postupem let skupinu rozšířili další členové: Petr Pánek, Zuzana Straková a Petr Weiss.
Karel Fiala charakterizuje v katalogu výstavy v roce 2012 Meandr následně: Toto neformální uskupení vzniklo na základě první společné výstavy, která byla ve skutečnosti jen prezentací jednotlivých výtvarníků. Vlastní název byl vybrán proto, že sám v sobě má zakódovanou nespoutanost a živelnost v čase i prostoru. Právě ona velká rozdílnost ve formě i tvaru je výrazným prvkem tohoto sdružení, jehož členové vidí svět zcela osobitě a každý z nich zachycuje realitu naprosto specificky. Přesto existuje jedno veliké pouto, které je jim skutečným pojítkem. Je to láska ke Znojmu a jeho okolí. Vždyť i to je místo, kde si řeka razí skalami, aby se nakonec rozlila do úrodné roviny, a vytváří podivuhodná zákoutí – sobě nepodobná – přesto na sebe logicky navazující. Tak i výtvarníci ze sdružení MEANDR přinášejí podivuhodné spektrum pohledů na jedinečnou realitu.

## Výstavy
- 2007 – Znojmo, kaple sv. Václava
- 2008 – Znojmo, Galerie Pryma
- 2008 – Znojmo, kaple sv. Václava, hudební doprovod J.V.Renč
- 2008 – Znojmo, Jihomoravské muzeum ve Znojmě, Vivat Přemysl Otakar II.
- 2009 – Znojmo, kaple sv. Václava, host Jaroslav Vala
- 2010 – Znojmo, galerie Pryma
- 2010 – Znojmo, kaple sv. Václava, název výstavy - Letnění
- 2011 – Drosendorf, Rakousko
- 2012 – Znojmo, Městský úřad Znojmo, zasedací síň radnice
- 2013 – Znojmo, Městský úřad Znojmo, zasedací síň radnice
- 2014 – Znojmo, Městský úřad Znojmo, zasedací síň radnice
- 2015 – Znojmo, Městský úřad Znojmo, zasedací síň radnice (Obroková 10)
- 2017 -  Znojmo, Dům umění, Masarykovo náměstí 11